# Neil Gorsuch
Neil McGill Gorsuch (Denver, Colorado, 29 augustus 1967) is een Amerikaans rechter bij het Hooggerechtshof van de Verenigde Staten.

## Carrière
Neil Gorsuch groeide op in Colorado. Hij studeerde aan de Columbia-universiteit en de Harvard Law School. Later was hij Marshall Scholar (een student met een beurs vernoemd naar generaal George C. Marshall) aan de Universiteit van Oxford in Engeland, waar hij zijn vrouw Marie Louise leerde kennen. 
Gorsuch was klerk voor verschillende vooraanstaande rechters, waaronder David Sentelle van het Beroepshof in Colombia en Byron White en Anthony Kennedy aan het Hooggerechtshof. Hij bekleedde een hoge positie in het ministerie van justitie onder president George W. Bush.
In 2006 werd hij door president George W. Bush benoemd tot rechter voor het Hof van Beroep voor het 10e circuit in Denver. Bij die nominatie kreeg hij een unanieme bevestiging van de Senaat.

### Rechter in het Hooggerechtshof
Op 31 januari 2017 werd Gorsuch door president Trump voorgedragen om de overleden Antonin Scalia op te volgen als rechter in het Hooggerechtshof. Republikeinse senatoren waren in grote meerderheid voor zijn benoeming en democratische senatoren tegen. Na een dag filibusteren op 6 april werd, mogelijk gemaakt door het afschaffen van de filibuster voor benoemingen bij het hooggerechtshof, de voordracht van Gorsuch op 7 april 2017 goedgekeurd door de Amerikaanse Senaat. Op 10 april 2017 werd Gorsuch beëdigd.
Gorsuch is een originalist, wat inhoudt dat hij de Amerikaanse grondwet zoveel mogelijk wil interpreteren zoals deze ten tijde van het opstellen geïnterpreteerd werd, en een textualist, wat wil zeggen dat Gorsuch de grondwet zoveel mogelijk letterlijk wil interpreteren, zonder te veel te kijken naar de historische achtergronden en de bedoeling achter de bepalingen. Hij deelt deze opvattingen met wijlen Antonin Scalia, zijn voorganger in het Hooggerechtshof.

## Personalia
Neil Gorsuch is getrouwd met Marie Louise Gorsuch. Zij hebben twee dochters.

## Werken
- Gorsuch, Neil; Guzman, Michael; Cato Institute (1992), Will the gentlemen please yield?: a defense of the constitutionality of state-imposed term limitations, Washington, D.C.: Cato Institute.
- Gorsuch, Neil M (2006), The Future of Assisted Suicide and Euthanasia, Princeton, N.J.: Princeton University Press, ISBN 978-1-4008-3034-3

Samuel Alito · Amy Coney Barrett · Neil Gorsuch · Ketanji Brown Jackson · Elena Kagan · Brett Kavanaugh · John Roberts · Sonia Sotomayor · Clarence Thomas